# Teen Wolf - Il film
Teen Wolf - Il film (Teen Wolf: The Movie) è un film del 2023 diretto da Russell Mulcahy, sequel dell'omonima serie televisiva andata in onda dal 2011 al 2017.

## Trama
Quindici anni dopo aver lasciato Beacon Hills, Scott McCall ora gestisce un rifugio per animali a Los Angeles, adiacente alla nuova clinica di Deaton, e non ha più una relazione con Malia. Lydia lavora in una compagnia energetica a San Francisco, ha rotto con Stiles dopo aver ricevuto una visione ricorrente della sua morte in un incidente d'auto e da allora non ha più usato le sue capacità di banshee. Derek, Malia e Peter ora gestiscono un'officina di riparazioni auto, dalla quale il figlio quindicenne di Derek, Eli, ruba con insistenza la Jeep in disuso di Stiles. Traumatizzato dalla vista della forma di lupo mannaro di suo padre da bambino, Eli soffre di svenimenti ogni volta che si trasforma, il che ostacola le sue altre capacità e ha messo a dura prova la sua relazione col padre. Malia ha recentemente iniziato una relazione occasionale con Parrish, che vorrebbe diventino una vera coppia. Mason è entrato a far parte delle forze di polizia di Beacon Hills, per le quali Derek funge da consulente soprannaturale. Liam vive in Giappone e gestisce un ristorante con la sua ragazza kitsune Hikari Zhang, e fanno la guardia all'urna contenente il Nogitsune. Una figura incappucciata attacca il ristorante e libera il Nogitsune, con il quale la figura stringe un'alleanza. La figura incappucciata appicca numerosi incendi nella foresta di Beacon Hills, usando un accelerante chimico, mentre Scott, Lydia e Chris ricevono visioni di una spettrale Allison in pericolo; teorizzano che la sua anima sia intrappolata nel bardo e non possa andare avanti finché non eseguono un rituale, per il quale Lydia produce istruzioni confuse. Tornano a Beacon Hills insieme a Jackson, che li aiuta a decifrare le istruzioni rimanenti. Durante la luna piena, Scott, Lydia e Malia portano un campione di terra dal terreno dove Allison morì a Oak Creek, e la spada dell'Oni che l'ha uccisa, al Nemeton, che resuscita inaspettatamente Allison priva di sensi. Si risveglia in ospedale con un'amnesia, conservando solo ricordi frammentari della sua famiglia e della loro faida con Derek e nessun ricordo di Scott o degli altri suoi amici e attacca Malia, Scott e le guardie di sicurezza prima di fuggire. Deaton si rende conto che il Nogitsune ha posseduto Chris e ha causato le visioni di Allison per indurre il branco di Scott a riportarla dalla morte. Il Nogitsune usa il potere del Nemeton per manifestarsi fisicamente prima di uccidere un agente di polizia kitsune e sfruttare le sue energie per creare nove Oni. Quindi si avvicina ad Allison, offrendosi di aiutarla a eliminare Scott, sostenendo che ha distrutto la sua famiglia. Attacca Derek ed Eli al liceo, ma Liam e Hikari salvano Derek, mentre Allison insegue Eli all'officina. Scott lo salva e lei dà la caccia a entrambi nel bosco mentre a sua volta viene inseguita da Chris, Melissa e Peter. Scott affronta Allison sull'orlo di una scogliera, cercando di convincerla a parlargli, e alla fine lascia che lei lo pugnali con un pugnale ricoperto di lupo e lo porti allo stadio della città, dove si sta svolgendo una partita di lacrosse, per usarlo come esca per il resto del suo branco. Riesce a innescare più dei suoi ricordi, inclusi alcuni dettagli della loro relazione, e lei gli brucia la rovina del lupo e forma una tregua con lui contro il Nogitsune. Gli Oni rapiscono Liam, Hikari, Derek, Eli, Noah, Mason e Deaton, e il Nogitsune li tiene in ostaggio in un bardo illusorio. Mentre Malia e Parrish raccolgono armi d'argento con cui uccidere l'Oni, Lydia e Jackson esaminano una delle scene di fuoco, rendendosi conto che gli alberi di sorbo sono stati bruciati per produrre cenere di montagna. Lydia si rende conto che il colpevole è Adrian Harris , che si è nascosto dal suo apparente omicidio, incolpando il branco di Scott per le sue disgrazie e tramando vendetta contro di loro. Il Nogitsune rilascia Eli per creare confusione, mentre Harris circonda lo stadio con la cenere di montagna, spara a Jackson e cattura Lydia, costringendola a guardare la situazione dei suoi amici in modo che il Nogitsune possa nutrirsi del suo dolore. Scott e Allison combattono l'Oni mentre Eli libera gli ostaggi, e Lydia sottomette Harris con l'aiuto di Jackson e produce un urlo che ripristina completamente i ricordi di Allison. Scott convince il Nogitsune a lasciar andare tutti gli altri se Allison lo giustizia, e lei gli spara con riluttanza al petto con tre frecce, ma lo spirito kitsune di Hikari lo protegge dai danni. Parrish brucia attraverso la cenere di montagna e lui, Malia, Melissa, Chris e Peter raggiungono gli altri nel bardo. Il branco riunito uccide l'Oni mentre Scott, Derek ed Eli sopraffanno il Nogitsune. Derek lo trattiene finché Parrish non li incenerisce entrambi, con gli occhi di Derek che diventano rossi nei suoi ultimi momenti, diventando un vero Alpha attraverso il suo atto di sacrificio di sé. L'illusione del bardo si dissolve e il branco riappare nello stadio. Al funerale di Derek, Noah lascia in eredità la proprietà della Jeep di Stiles a Eli. Scott riprende la sua relazione con Allison e progetta di adottare alla fine Eli. Parrish fa imprigionare Harris a Eichen House.

## Produzione

### Sviluppo
Nel settembre 2021 è stato annunciato che la Paramount+ avrebbe prodotto un seguito della serie TV, con Russell Mulcahy in veste di regista e Jeff Davis come sceneggiatore e produttore esecutivo. La gran parte del cast della serie è tornata ad interpretare i rispettivi ruoli, con l'eccezione di Dylan O’Brien, Arden Cho e Cody Christian.

### Riprese
Le riprese principali sono iniziate ad Atlanta nel marzo 2022 e sono terminate il 17 maggio dello stesso anno.

## Promozione
Il primo trailer di Teen Wolf: The Movie è stato reso disponibile il 22 luglio 2022.

## Distribuzione
La pellicola è stata distribuita sulla piattaforma Paramount+ America a partire dal 26 gennaio 2023. Il 23 febbraio 2023 è distribuita sulla piattaforma Paramount+ Italia.